# 默勒 (姓氏)
默勒（Möller）可以指：

## 人物
- 奥斯卡·默勒（瑞典語：Oscar Möller，1989年1月22日－），瑞典男子冰球運動員。
- 埃里克·默勒（德語：Erik Möller，1979年－），德國自由記者、軟件設計師、作家，維基媒體基金會（WMF）前副主任。
- 扬·默勒（瑞典語：Jan Möller，1953年9月17日－），前瑞典男子足球運動員和守門員。

|  | 本页或本分段罗列了姓氏为「默勒 (姓氏)」的人物。 如果是一个指代特定个人的内链将您引导到本页，請考慮修正該人物的名字以將链接指向正確的條目。 |